# كيس تسوق لدين

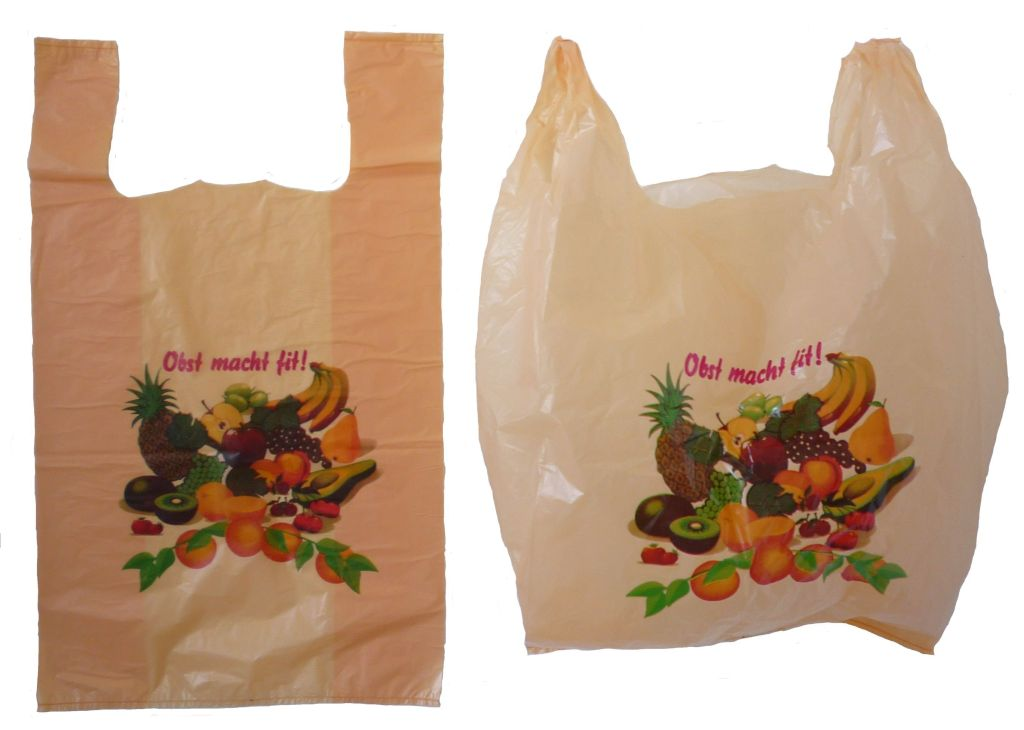
كيس تسوق الماني لدن قبل الاستعمال عن يسار وبعد الاستعمال عن يمين

أكياس التسوق اللدينة أو البلاستيكية هي نوع من أكياس النَّيلُون تُستخدم أكياسَ تسوق مصنوعة من أنواع مختلفة من اللدائن. يستخدمها المستهلكون في جميع أنحاء العالم منذ الستينيات تسمى هذه الأكياس أحيانًا أكياس استعمال واحد والتي تستعمل لنقل المشتريات من المتجر إلى المنزل. ومع ذلك فمن النادر أن تَبلى هذه الأكياس بعد استخدام واحد، وفي الماضي حفز بعض تجار التجزئة (مثل تيسكو وسِنسبري في المملكة المتحدة) الزبائن على استخدام الحقائب ذات الاستعمال الواحد عدة مرات من خلال تقديم نقاط الولاء لأولئك الذين يفعلون ذلك. حتى بعد عدم استخدامها للتسوق فإن إعادة استخدامها للتخزين أو القمامة أمر شائع وأكياس التسوق اللدنة الحديثة قابلة للتدوير أو قابلة للتسميد. أدخلت العديد من البلدان تشريعات في العقود الأخيرة تقيد بيع الأكياس اللدنة في محاولة للحد من القمامة والتلوث اللدائني.
تصنع بعض أكياس التسوق القابلة لإعادة الاستخدام  من غشاء لدن أو ألياف أو نسيج.